# Hästskär (Vårdö, Åland)
Hästskär är ett skär i Åland (Finland). Det ligger i Skärgårdshavet och i kommunen Vårdö i landskapet Åland, i den sydvästra delen av landet. Ön ligger omkring 33 kilometer nordöst om Mariehamn och omkring 250 kilometer väster om Helsingfors.
Öns area är 3,7 hektar och dess största längd är 230 meter i sydöst-nordvästlig riktning. Trakten är glest befolkad. Närmaste större samhälle är Sund, 17,7 km väster om Hästskär.